# Orthostigma memorandum
Orthostigma memorandum är en stekelart som först beskrevs av Fischer 1995.  Orthostigma memorandum ingår i släktet Orthostigma och familjen bracksteklar. Inga underarter finns listade i Catalogue of Life.